# Absceso cerebral
Absceso cerebral es la infección supurativa y focal dentro del parénquima cerebral, rodeado típicamente de una cápsula vascularizada.
Los sitios de afectación más frecuentes son: Fronto-temporal, fronto-parietal, cerebelar y occipital.

## Causas[3]

### Por diseminación desde un foco de infección craneal continuo
A partir de las áreas necróticas de la osteomielitis en la pared posterior del seno frontal, los senos esfenoidales y etmoidales, sinusitis paranasales, infecciones dentales, mastoiditis y otitis media.
Los abscesos otogenos (que se generan en el oído) predominan en el lóbulo temporal y el cerebelo, los microorganismos implicados con mayor frecuencia son estreptococos, especies de Bacteroides, Pseudomonas, Haemophilus y Enterobacteriaceae. 
Los abscesos producto de la propagación desde los senos frontales, etmoidales o esfenoidales y los debidos a infecciones dentales se localizan más frecuentemente en el lóbulo frontal y los patógenos detectados con más frecuencia son estreptococos (en particular S.milleri), especies de Haemophilus, Bacteorides, Pseudomonas y S.aureus.

### Por diseminación hematógena desde un foco distante
Son aproximadamente un 25% de los casos, son comúnmente múltiples y tienen predilección por la arteria cerebral media en los lóbulos frontal o parietal en su zona posterior.
Los aspectos microbiológicos de estos abscesos dependen de la infección primaria y el sitio en el que se encuentre. Por ejemplo: los abscesos asociados a infecciones pulmonares piógenos como absceso pulmonar o bronquiectasias son ocasionados a menudo por Estreptococos, Estafilococos, especies de Bacteroides, especies de Fusobacterium o Enterobacterias, los que ocurren como complicación de endocarditis infecciosa son causados comúnmente por Estreptococos viridans o S. aureus.

### Posterior a un trauma cefálico penetrante o un procedimiento
Frecuentemente a causa de S. aureus resistentes a meticilina, enterobacterias, S. epidermidis, especies de Clostridium, especies de Pseudomonas.

## Patogenia e histopatología
Una vez que las bacterias establecieron la infección, el absceso evoluciona a lo largo de diversas etapas, que se ven influenciadas por la naturaleza del microorganismo infectante y por la respuesta inmunitaria del hospedador. las 4 etapas de formación del absceso son las siguientes: 
- Inflamación precoz: se presenta del primer al tercer día, se caracteriza por la presencia de un infiltrado perivascular de las células inflamatorias que rodean un núcleo central de necrosis coagulante y la lesión está rodeada por un edema intenso.

- Inflamación tardía: presente entre el cuarto y el noveno día, se forma pus que origina un agrandamiento del centro necrótico que aparece rodeado de un infiltrado inflamatorio de macrófagos y fibroblastos, la zona circulante de edema cerebral se diferencia más que en la etapa anterior.

- Formación de la cápsula que se produce más en el lado cortical que en el lado ventricular de la lesión y se presenta día diez al trece.

- Formación tardía de la cápsula: del día catorce en adelante, la presencia de un centro necrótico bien formado y rodeado por una densa cápsula de colágeno. Por fuera de la cápsula ocurre una intensa gliosis con muchos astrocitos reactivos.[2]

## Manifestaciones clínicas
En el absceso cerebral la clínica es variable, depende de la localización (supratentorial o infratentorial), evolución, agente patógeno, tamaño del absceso, número de abscesos, estado inmunológico del paciente, entre otros factores.
La tríada patognomónica del absceso está constituida por cefalea, fiebre y déficit focal, pero solo aparece en 50% de los casos. En algunos casos, el paciente puede estar asintomático, presentarse como coma o como herniación cerebral.
La cefalea está presente en 75% de los pacientes; es constante, de la mitad del cráneo o generalizada, progresiva, y sin mejoría con analgésicos. 
La fiebre aparece en 50% de los pacientes, normalmente de bajo grado e intermitente. Más de un 60% de los pacientes presentan un déficit neurológico focal que incluye afasia y hemiparesia. En un 35 a 40% de los casos se presentan crisis convulsivas de tipo focal o generalizadas. 
En caso de focos sinusales que afectan el lóbulo frontal, pueden producir hemiparesia. Los abscesos óticos afectan al lóbulo temporal en 65% de los casos y producen disfasia o cuadrantanopsia homónima superior. 
El nistagmo y la ataxia son signos de afección cerebelar. Los signos meníngeos (Kernig y Brudzinsky) hacen sospechar la ruptura del absceso al sistema ventricular. Pueden generar hipertensión intracraneal, manifestada por náuseas, vómito, somnolencia y papiledema. También puede presentarse como crisis convulsivas, principalmente del tipo generalizadas, que pueden progresar a un estado epiléptico. Por último, el cuadro clínico en el anciano puede presentarse en forma de delirium, psicosis, demencia, y sin presencia de fiebre.

## Diagnóstico

### Estudios de laboratorio
- Velocidad de eritrosedimentación: elevada en un 60% de los pacientes

- Proteína C-reactiva: elevada en un 80%

- Puede presentarse leucocitosis (aumento de los leucocitos)

- Hemocultivos positivos en ciertos casos

### Estudios de imagen
- Tomografía axial computarizada

- Resonancia magnética.

Tinción de gram y cultivo del material del absceso obtenido por aspiración con aguja estereotáctica guiada por tomografía computarizada.

## Diagnóstico diferencial
- Meningitis bacteriana

- Meningoencefalitis viral

- Absceso epidural

- Empiema subdural

- Tumores cerebrales primarios o metástasis al cerebro[2][4]

## Tratamiento
Consiste en la utilización del tratamiento médico y el drenaje neuroquirúrgico. 
El tratamiento médico por sí solo no se considera adecuado para el tratamiento de absceso cerebral y se debe reservar para pacientes cuyos abscesos no puedan aspirarse ni drenarse quirúrgicamente, pacientes seleccionados con abscesos pequeños menores de 2 cm o no encapsulados y para enfermos cuyo estado general no permita una intervención neuroquirúrgica. Se basa en el uso de antibióticos por vía intravenosa por un mínimo de seis a ocho semanas y se elegirá dependiendo del sitio primario de infección. 
En caso de una mala penetración al SNC, la administración local de antibióticos es una alternativa terapéutica, a través de craniectomía abierta con debridación y lavado del sistema ventricular.
Además, se puede dar terapia anticonvulsiva profiláctica y dexametasona intravenosa en pacientes con un edema considerable alrededor del absceso.